# Fjord

Geirangerfjord, Na Uy

Trong địa lý tự nhiên, fjord hay fiord là một vịnh hẹp dài với các bên là dốc đá cao hoặc gần như thẳng đứng được tạo ra từ sông băng. Fjord được tìm thấy nhiều ở các nơi như Nam Cực, British Columbia, Chile, Đan Mạch, Đức, Greenland, quần đảo Faroe, Iceland, Ireland, bán đảo Kamchatka, quần đảo Kerguelen, Labrador, Newfoundland, New Zealand, Na Uy, Novaya Zemlya, Nunavut, Quebec, vùng Patagonia, Liên Bang Nga, đảo Nam Georgia, Tasmania, Scotland và bang Alaska và bang Washington (Hoa Kỳ). Sự hiện diện của các fjord là làm cho đường bờ biển của một số quốc gia trở nên dài hơn, một trong những nguyên nhân của nghịch lý đường bờ biển (coastline paradox). Đường bờ biển của Na Uy nếu không tính các fjord chỉ dài 2,500 km nhưng nếu tính các fjord thì sẽ dài 29,000 km, gấp 11.6 lần.

## Sự hình thành
Một fjord đúng nghĩa được tạo ra bởi sự tan tách một dòng sông băng hình thành trên thung lũng chữ U và bào mòn lớp đất đá bên ngoài lớp đá nền. Quá trình hình thành và tan tách của sông băng đã tạo ra các thung lũng chữ U sâu thẳm. Sau kỷ băng hà, nước biển tràn vào những thung lũng này tạo thành các fjord. Những nơi nước biển không vào được đã trở thành các hồ nước ngọt trên cao. Hầu hết các fjord đều sâu hơn các vùng biển lân cận; fjord Sogn (vua của các fjord) ở Na Uy sâu tới 1,300 mét dưới mực nước biển. Ở cửa ra của các fjord thường có một ngạch ngầm (sill) chắn ngang, làm hạn chế sự trao đổi nước với bên ngoài đại dương. Sự hiện diện của các ngạch ngầm này còn là nguyên nhân gây ra các dòng chảy cực đoan và hiện tượng thủy triều nhanh. Saltstraumen ở Na Uy thường được miêu tả là nơi có dòng thủy triều mạnh nhất thế giới. Những đặc điểm này chỉ ra sự khác biệt giữa các fjord và cửa cắt khía (ví dụ: vịnh Kotos, Montenegro). Sự tái tạo lớp vỏ sau sông băng (Post-glacial rebound) đã hình thành nên sống núi Svelvik (một sa băng tích) cao khoảng 60 mét so với mực nước biển gần như chia đôi fjord Drammen ra hai phần.
Jens Esmark, giáo sư khoáng vật học người Na Uy gốc Đan Mạch, vào thế kỷ 19 đã đưa ra lý thuyết về sự hình thành fjord từ sông băng và phần lớn khu vực Bắc Âu vào thời tiền sử đều được bao phủ bởi lớp băng dầy. Ngạch đá ngầm bên dưới cửa ra của các fjord là bằng chứng thuyết phục cho sự hình thành fjord từ sông băng. Các ngạch ngầm này thường liên quan đến các vịnh hẹp sâu (sound) và các vùng đất thấp, nơi mà băng tuyết có thể trải rộng ra nên chịu ít xói mòn sau khi băng tan. John Walter Gregory, nhà địa chất học người Anh, thì cho rằng các fjord có nguồn gốc từ sự kiến tạo mảng, không liên quan đến sông băng. Giả thuyết của ông sau đó đã bị bác bỏ bởi các nghiên cứu sau này.